# Ugyel
Ugyel, Ügek, Ügyek – praprzodek dynastii Arpadów, znany z Gesta Hungarorum spisanych przez Anonima, sekretarza króla Węgier Beli III.
Według wspomnianej relacji miał być wodzem Scytów i w 819 roku poślubił Emese, córkę niejakiego wodza Onedbelia (Eudubelianusa). Z tego małżeństwa miał pochodzić Almos.